# 7-Zip
7-Zip és un programa lliure de compressió i descompressió de fitxers amb funcions de gestor de fitxers desenvolupat principalment per al sistema Microsoft Windows. Pot funcionar tant des de la línia d'ordres com amb una interfície gràfica d'usuari.
7-zip utilitza per defecte el format de compressió propi 7z amb extensió .7z i amb una alta taxa de compressió, però suporta diversos formats com ara: zip, cab, rar, arj, gzip, bzip2, tar, cpio, rpm, deb o iso, entre d'altres.
El projecte p7zip, manté una implementació per ser utilitzada a sistemes Unix, Linux, FreeBSD o Mac OS. Per a Mac, existeix una interfície gràfica, keka.
Desenvolupat per Igor Pavlov i distribuït amb una llicència LGPL és un competidor de productes comercials tant populars com WinZip o WinRAR. També ofereix una versió de 64 bits per a Windows XP Professional x64 Edition.

## Característiques
7-Zip té moltes característiques que normalment no trobem en altres compressors comercials populars.
- Format de fitxer propi amb una alta taxa compressió.
- Suport de nombrosos formats de compressió.
- El format 7z suporta xifrat de 256-bit AES dels fitxers i de l'estructura de directoris de manera que impedeix accedir al contingut de l'arxiu comprimit si no es té la contrasenya.
- Permet fer fitxers comprimits amb format 7z executables perquè puguin autodescomprimir-se.
- Permet crear volums de mides dinàmiques que facilita la creació de còpies de seguretat en medis extraïbles.
- Es pot utilitzar com a gestor de fitxers.
- Integració en el shell de Windows.
- Traducció a 63 idiomes.
- Potent interfície per línia d'ordres.
- Suport per a multifil (multithreading en anglés)

## El format de compressió 7z
El programa 7-Zip dona suport a una gran varietat de formats d'arxiu, el format per defecte és el seu propi format 7z.
Per defecte, el programa crea arxius 7z, amb extensió d'arxiu .7z, utilitzant l'algoritme de LZMA per a la compressió. Aquest format relativament nou permet al programa aconseguir una proporció de compressió molt alta, comparable a altres formats de compressió populars com RAR (que es basa en algoritmes patentats).
Els arxius 7z tenen el tipus MIME application/x-7z-compressed.
Si es vol distribuir un arxiu 7Zip i no s'està segur si l'usuari té el plugin o el descompressor per aquest, llavors pot fer-se un SFX, o Auto-Extraible (SelF-eXtracting archive), el qual és un arxiu amb el plugin inclòs on tot el que s'ha de fer és executar un simple arxiu EXE (els arxius SFX són simples executables estàndard de Windows).